# Mokra robota (film 2011)
Mokra robota (org. Setup) – amerykański film akcji z 2011 roku. Reżyserem został Mike Gunther. W rolach głównych wystąpili Bruce Willis, Ryan Phillippe i raper 50 Cent.

## Fabuła
Trójka przyjaciół przeprowadza perfekcyjnie przygotowany napad na konwojenta przewożącego diamenty wysokiej wartości. Wszystko idzie tak jak zaplanowali, w ciągu kilku minut panowie wzbogacają się o kilka milionów dolarów. Ale jeden z nich, Vincent, okazuje się zdrajcą. Dochodzi do strzelaniny i przejęcia całego łupu. Od tej chwili Sonny ma jeden cel – zemsta i odzyskanie pieniędzy. Zdesperowany, nie cofnie się nawet przed ryzykiem, jakim jest współpraca z jednym z najokrutniejszych mafijnych bossów.

## Obsada
- 50 Cent jako Sonny[1]
- Bruce Willis jako Jack Biggs[1]
- Ryan Phillippe jako Vincent[1]
- Jenna Dewan jako Mia[1]
- Brett Granstaff jako Dave[1]
- Randy Couture jako Petey[1]
- Will Yun Lee jako Joey
- Shaun Toub jako Roth
- Susie Abromeit jako Valerie
- Jay Karnes jako Russell
- James Remar jako William